# Долни-Лом
Долни-Лом (болг. Долни Лом) — село в Болгарии. Находится в Видинской области, входит в общину Чупрене. Население составляет 218 человек.

## Политическая ситуация
В местном кметстве Долни-Лом, в состав которого входит Долни-Лом, должность кмета (старосты) исполняет Михаил Кирилов Михайлов (Национальное движение «Симеон Второй» (НДСВ)) по результатам выборов.
Кмет (мэр) общины Чупрене — Ванё Костадинов Костин (коалиция в составе 2 партий: Земледельческий народный союз (ЗНС), Движение за права и свободы (ДПС)) по результатам выборов.